# Твердоголовый атериноморус
Твердоголовый атериноморус (лат. Atherinomorus lacunosus) — вид лучепёрых рыб из семейства атериновых.

## Описание

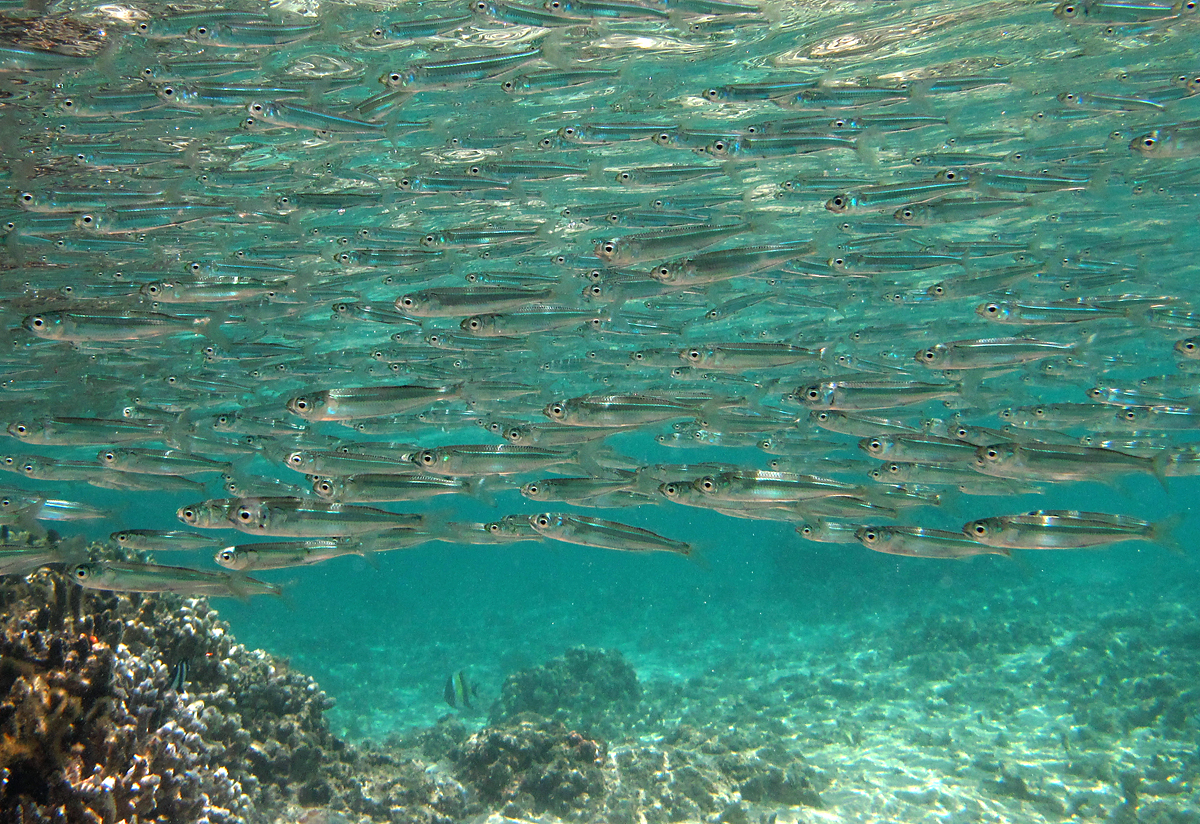
Молодые особи Atherinomorus lacunosus

Может вырастать до 25 см, но чаще длина составляет 10—12 см. Тело полупрозрачное, сине-зелёного цвета, серебристые части брюха и головы часто с радужным оттенком. В средней части тела проходит серебристая полоса, ширина которой превышает один ряд чешуй, часто сливается с серебристым брюхом в передней части тела. Жаберные крышки и радужная оболочка глаза серебристые. Чешуйки на спине обычно с мелкими хроматофорами по краям. Плавники бесцветные или тёмные, грудные плавники часто с черноватым пятном..

## Биология
Днём собираются в большие стаи вблизи побережья, неактивны в дневное время. После захода солнца рассредотачиваются, держась примерно на расстоянии 2-4 м друг от друга. Ночью питаются зоопланктоном: икра рыб, ракообраные, амфиподы, фораминиферы, остракоды, канянусы, личинки креветок. Размер кормовых объектов обычно не превышает 0,5 мм. Иногда в состав рациона входят мелкие рыбы (сельдевые, скумбриевые). Ранним утром вновь собираются в плотные стаи и перемещаются ближе к берегу. В свою очередь служат кормом для более крупных видов рыб.

## Распространение
Распространены в Индо-Тихоокеанской области (от восточных берегов Африки до Тонга и южной части Японии и на юг до северного побережья Австралии). Через Суэцкий канал проникли в Средиземное море.

## Взаимодействие с человеком
Является объектом промысла. Реализуется в свежем, солёном и сушеном виде.